# Governo Orbán I
Il governo Orbán I è stato il 66° esecutivo dell'Ungheria, e il quarto della Repubblica d'Ungheria nata nel 1989. Rimase in carica dall'8 luglio 1998 al 27 maggio 2002 per un totale di 3 anni, 10 mesi e 19 giorni. La coalizione di governo era composta da tre partiti: Fidesz , FKgP e MDF.

## Storia
Il primo ministro Viktor Orbán prestò giuramento il 6 luglio 1998 e i suoi ministri entrarono in carica l'8 luglio, due giorni dopo. La coalizione si sciolse nel 2001 dal momento in cui József Torgyán, il presidente della FKgP, fu costretto a dimettersi da ministro a causa del cosiddetto "caso a cassetta" del figlio, anche se riuscì a mantenere la sua posizione all'interno del partito, ma la sua posizione si indebolì notevolmente. Comunque fu assicurato al governo il sostegno di cinque membri che erano stati precedentemente espulsi o separati dalla fazione dei piccoli proprietari, lasciando per un certo tempo la maggioranza nell'Assemblea nazionale. Allo stesso tempo, il governo ricevette il sostegno esterno del MIÉP.

## Situazione parlamentare
| Camera              | Collocazione | Partiti | Seggi     |
| ------------------- | ------------ | --- | --------- |
| Assemblea nazionale | Maggioranza  | Fidesz (148),Forum Democratico Ungherese (17),Partito dei Piccoli Proprietari Indipendenti (48),Indipendenti (1) | 214 / 386 |
| Assemblea nazionale | Opposizione  | MSZP (134), Alleanza dei Liberi Democratici (24),Partito Ungherese Giustizia e Vita (14)                         | 172 / 386 |

## Composizione
Fidesz
     Mad
     FKgP 
     Indipendente
     Indipendente di Sinistra
| Carica                                                              | Titolare | Titolare | Titolare                                             | Partito      |
| ------------------------------------------------------------------- | -------- | -------- | ---------------------------------------------------- | ------------ |
| Primo ministro                                                      |          |          | Viktor Orbán                                         | Fidesz       |
| Ministro della Presidenza del Consiglio dei Ministri                |          |          | István Stumpf                                        | Indipendente |
| Ministro dell'Interno                                               |          |          | Sándor Pintér                                        | Indipendente |
| Ministero della Giustizia                                           |          |          | Ibolya David                                         | Mad          |
| Ministro della Salute                                               |          |          | István Mikola (dal 31 dicembre 2000)                 | Fidesz       |
| Ministro della Salute                                               |          |          | Árpád Gogl (fino al 31 dicembre 2000)                | Fidesz       |
| Ministro dell'agricoltura e dello sviluppo rurale                   |          |          | József Torgyan (fino al 15 febbraio 2001)            | FKgP         |
| Ministro dell'agricoltura e dello sviluppo rurale                   |          |          | Imre Boro (dal 15 febbraio 2001 al 25 marzo 2001)    | FKgP         |
| Ministro dell'agricoltura e dello sviluppo rurale                   |          |          | Andras Vonza (dal 25 marzo 2001)                     | FKgP         |
| Ministro dell'Economia                                              |          |          | Attila Chikan (fino al 31 dicembre 1999)             | Indipendente |
| Ministro dell'Economia                                              |          |          | György Matolksy (dal 31 dicembre 1999)               | Indipendente |
| Ministro della Gioventù e dello Sport                               |          |          | Tamas Deutsch                                        | Fidesz       |
| Ministro degli Affari Esteri                                        |          |          | János Martonyi                                       | Indipendente |
| Ministro degli Affari Sociali                                       |          |          | Peter Harrach                                        | Fidesz       |
| Ministro dei Beni Culturali Nazionali                               |          |          | József Hámori (fino al 31 dicembre 1999)             | Indipendente |
| Ministro dei Beni Culturali Nazionali                               |          |          | Zoltán Rockenbauer (dal 1º gennaio 2000)             | Fidesz       |
| Ministro della Difesa                                               |          |          | János Szabó                                          | FKgP         |
| Ministro dei Trasporti, delle Comunicazioni e acqua                 |          |          | Kalman Katona (fino al 31 maggio 2000)               | Indipendente |
| Ministro dei Trasporti, delle Comunicazioni e acqua                 |          |          | László Nógrádi (dal 31 maggio al 30 novembre 2000)   | Fidesz       |
| Ministro dei Trasporti, delle Comunicazioni e acqua                 |          |          | János Fónagy (dal 30 novembre 2000)                  | Fidesz       |
| Ministro senza portafoglio per il coordinamento del programma PHARE |          |          | Imre Boro                                            | FKgP         |
| Ministro senza portafoglio per i Servizi Segreti                    |          |          | László Kövér (fino al 2 maggio 2000)                 | Fidesz       |
| Ministro senza portafoglio per i Servizi Segreti                    |          |          | Ervin Demetra (dal 2 maggio 2000)                    | Indipendente |
| Ministro dell'Istruzione                                            |          |          | Zoltán Pokorni (fino al 15 luglio 2001)              | Fidesz       |
| Ministro dell'Istruzione                                            |          |          | József Pálinkás (dal 15 luglio 2001)                 | Fidesz       |
| Ministro dell'Ambiente                                              |          |          | Pal Pepo (fino al 19 giugno 2000)                    | FKgP         |
| Ministro delle Finanze                                              |          |          | Zsigmond Jarai (fino al 31 dicembre 2000)            |              |
| Ministro dell'Ambiente                                              |          |          | Ferenc Ligetvari (dal 19 giugno al 30 novembre 2000) |              |
| Ministro delle Finanze                                              |          |          | Mihaly Varga (dal 1º gennaio 2001)                   |              |
| Ministro dell'Ambiente                                              |          |          | Bela Turi-Kovacs (Dal 1º dicembre 2000)              |              |
|                                                                     |          |          |                                                      |              |